# Dessau
Dessau là một thành phố của Đức, nằm trên đường giao nhau của các con sông Mulde và Elbe, thuộc bang Sachsen-Anhalt. Kể từ 01 tháng 7 năm 2007, nó là một phần của thành phố mới Dessau-Roßlau. Dân số của Dessau năm 2006 là 77.973 người.

## Địa lý
Dessau nằm trên vùng lũ nơi sông Mulde đổ vào sông Elbe. Điều này gây ra lũ lụt hàng năm. Tồi tệ nhất là trận lũ lụt đã từng xảy ra trong năm 2002, khi huyện Waldersee gần như hoàn toàn bị nhấn chìm trong biển nước. Phía nam của Dessau là một khu vực cây cối rậm rạp gọi là Mosigkauer Heide. Cao nhất là 110m, một bãi rác cũ có tên là Scherbelberg ở phía tây nam của Dessau. Dessau được bao quanh bởi nhiều công viên và cung điện và đây là một trong những thị trấn xanh ở Đức.

## Điểm tham quan

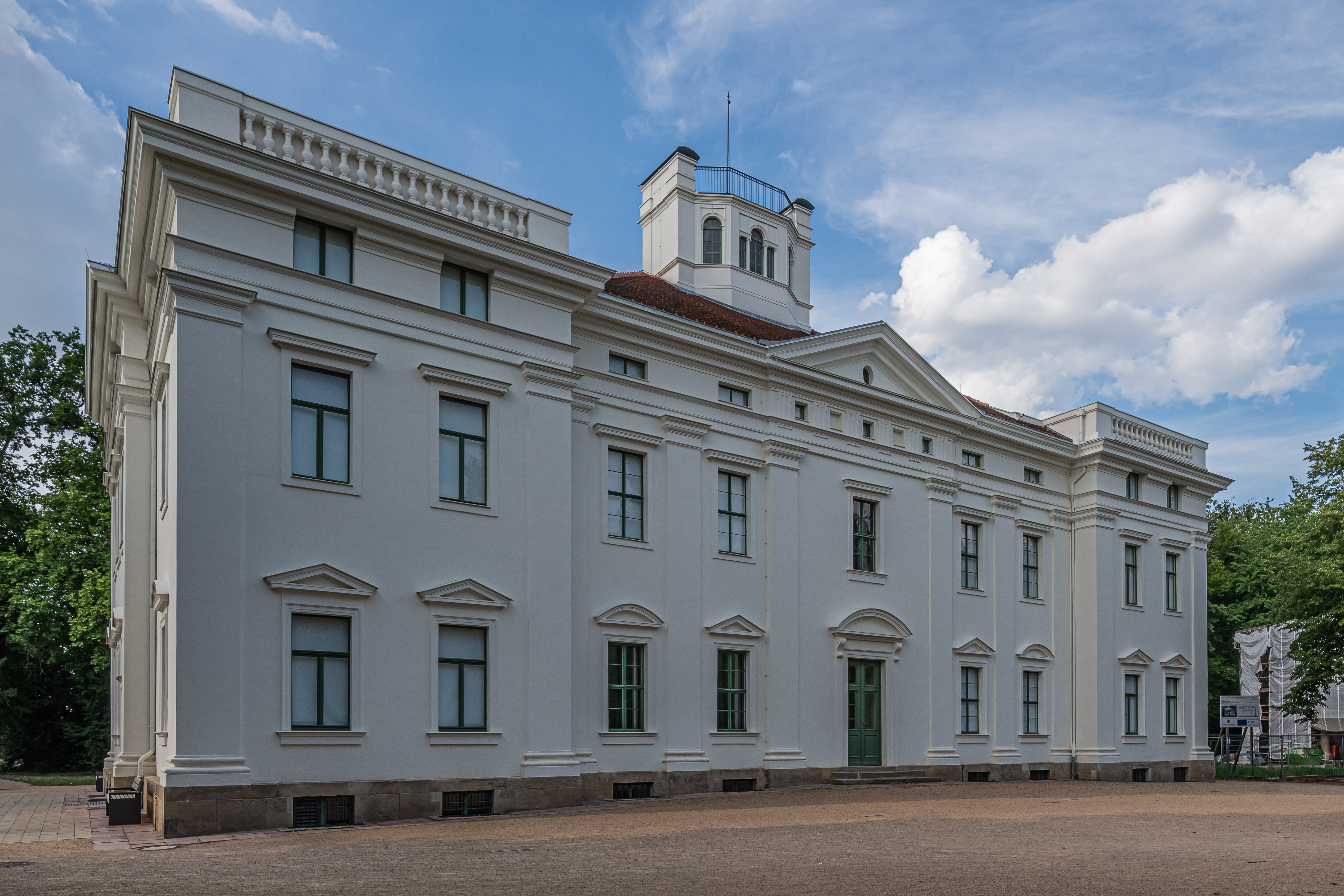
Lâu đài Georgium.

### Vườn và lâu đài
- Vườn hoa Dessau-Wörlitz với những Cảnh quan vườn Groß Kühnau, Oranienbaum, Sieglitzer Berg, Leiner Berg, Công viên Wörlitz và nhiều di tích như Drehberg.
- Khu dự trữ sinh quyển trung lưu sông Elbe (được bảo vệ bởi UNESCO)

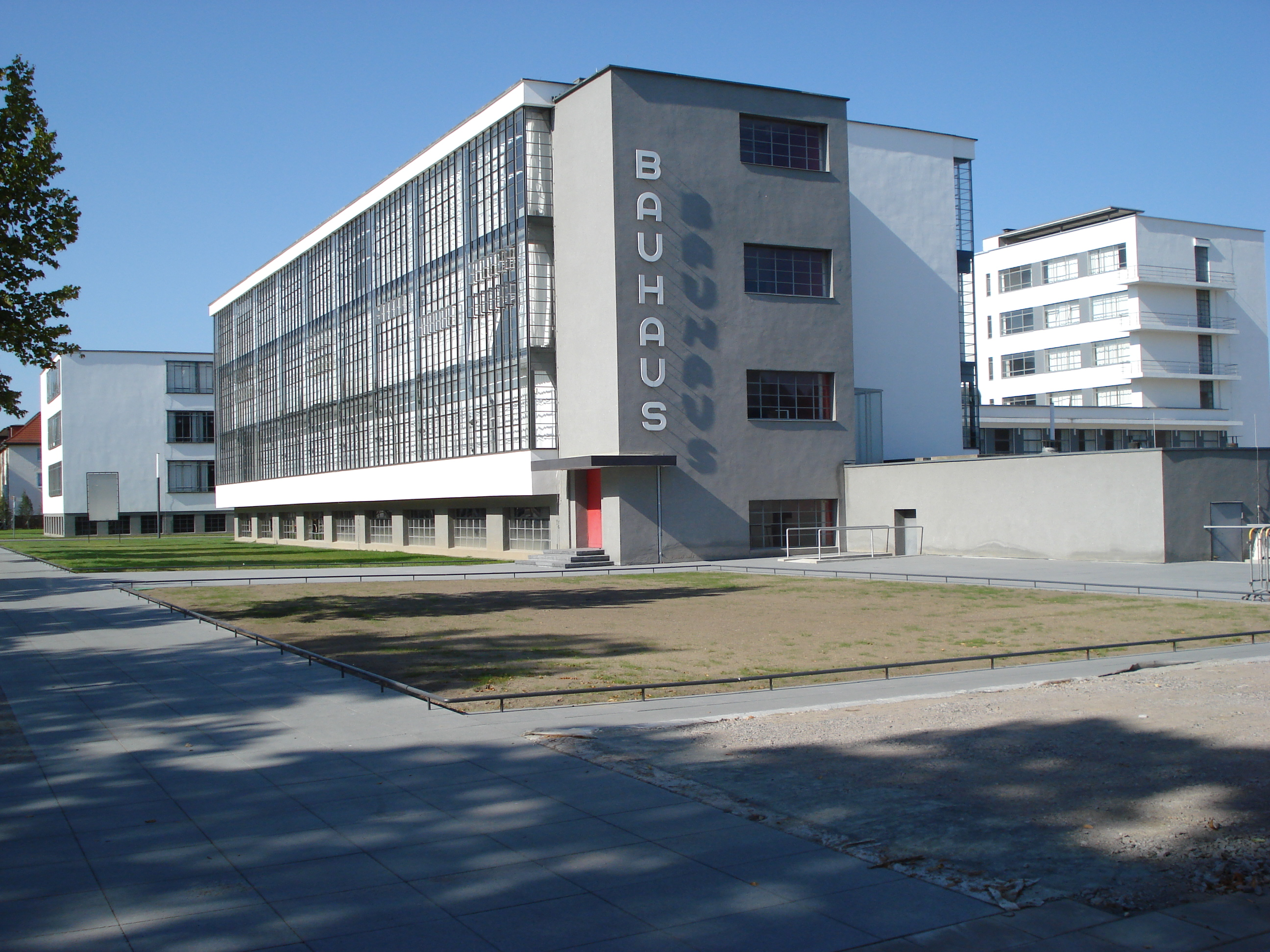
Trường Bauhaus tại Dessau

- Vườn thú tại Mausoleumspark
- Wallwitzburg
- Rondell
- Phần còn lại của lâu đài Johannbau
- Cung điện và công viên Georgium
- Cung điện và công viên Kühnau
- Cung điện và công viên Mosigkau
- Cung điện và công viên Luisium

### Các tòa nhà của trường phái Bauhaus
Có một số ví dụ về kiến trúc Bauhaus tại Dessau, một số trong số chúng đã được UNESCO công nhận là di sản thế giới. Trường cao đẳng Bauhaus được xây dựng sau dự thảo bởi Walter Gropius.
- Bảo tàng Bauhaus Dessau
- Masters' Houses
  - Nhà Feininger
  - Nhà Muche-Schlemmer
  - Nhà Klee-Kandinsky
  - Nhà Gropius (đã bị phá hủy)
- Dessau-Törten, Laubenganghouses và Nhà Fieger
- Nhà Grain, được xây dựng bởi Carl Fieger vào năm 1930 như là một nhà hàng, vẫn còn hoạt động.

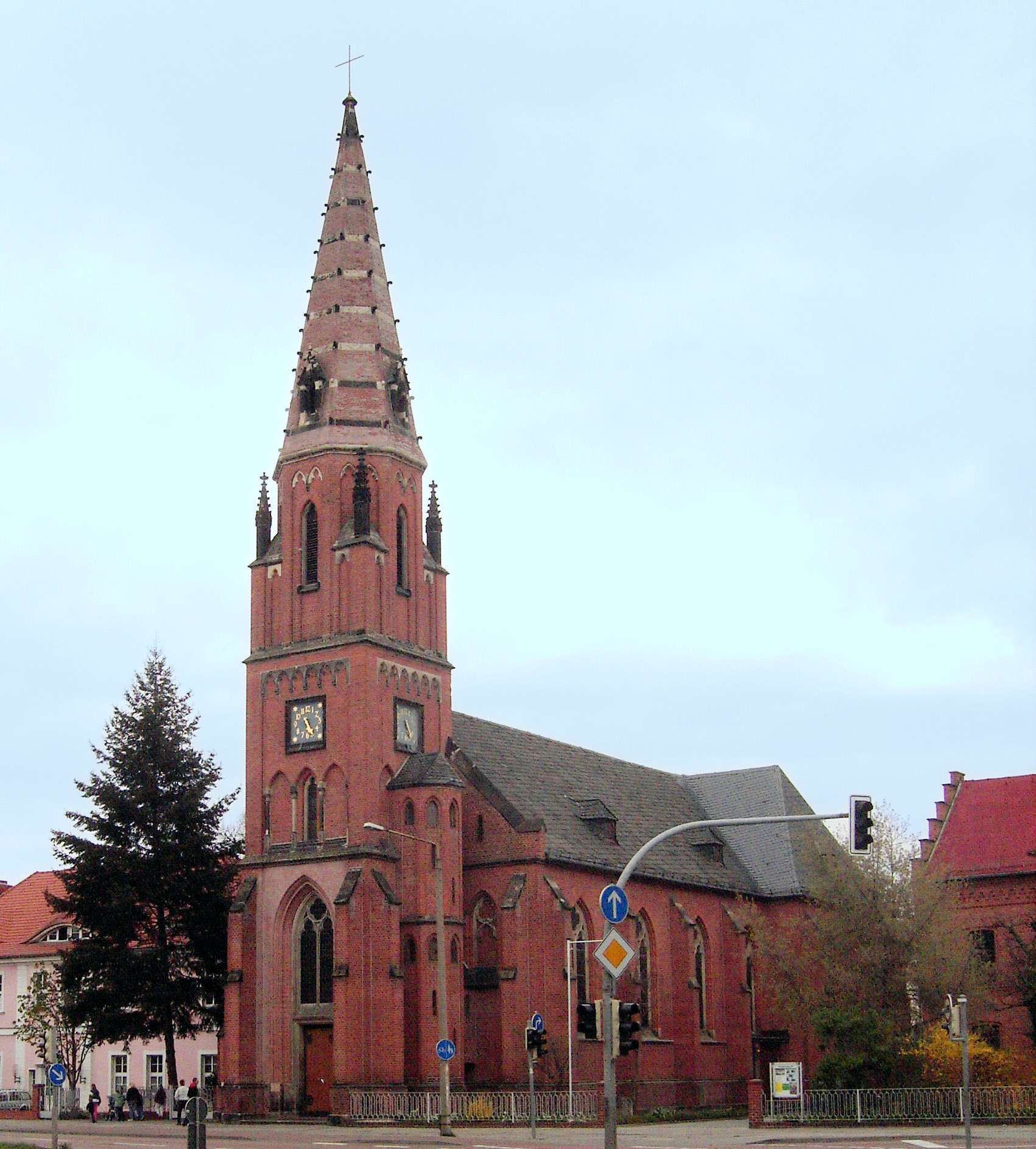
St. Peter và Paul

- Văn phòng làm việc

### Nhà thờ

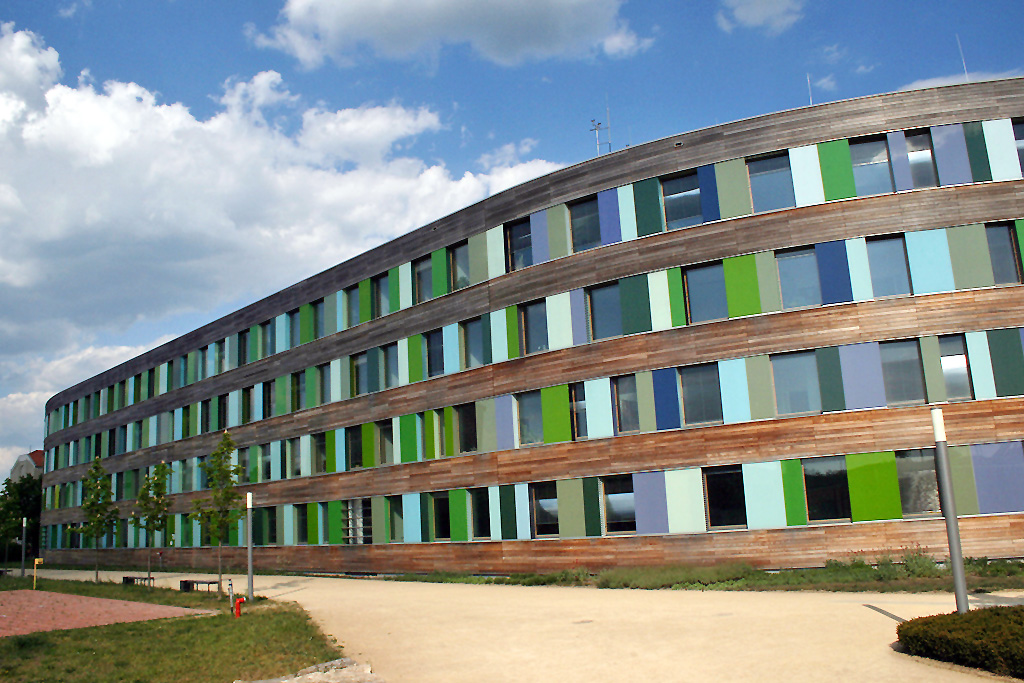
Umweltbundesamt (UBA)

- Nhà thờ St. Mary
- Nhà thờ St. John
- Georgenkirche
- Petruskirche
- Auferstehungskirche
- Pauluskirche
- Christuskirche
- Propsteikirche St. Peter và Paul
- Dreieinigkeit
- St. Josef

### Điểm tham quan khác
- Tòa thị chính thành phố, xây dựng năm 1901
- Các cung điện Waldersee và Dietrich
- Tổng cục Bưu điện
- Tháp nước mới
- Umweltbundesamt (trước đây là Wörlitzer Bahnhof)
- Cầu vượt qua sông Mulde